# Vira bruk (småort)
Vira bruk, eller bara Vira bruk, är en småort i Roslags-Kulla socken i Österåkers kommun i Uppland. Småorten omfattar det före detta järnbruket samt museet och kulturområdet med samma namn.

## Historia
Småorten växte upp vid bruket som anlades omkring år 1630 av amiralen Claes Fleming vid Viraån på dennes gods Mälbys ägor i nuvarande Roslags-Kulla socken. På bruket smiddes på basis av ett kungligt privilegium mellan åren 1635 och 1775, större delen av den svenska arméns värjor och andra hugg- och stickvapen fram till mitten av 1800-talet. Produktionen av yxor blev under 1800-talets senare del mest betydelsefull sedan liens roll i jordbruket hade minskat. Råvaran i form av stångjärn kom från Dannemora gruva som hade högkvalitativ järnmalm.
Den siste smeden upprätthöll sedan produktionen fram till sin död 1948, vilket bromsade förfallet. År 1964 tog landsantikvarien Alf Nordström initiativ till en upprustning av den då förfallna bruksmiljön. Arbetsmarknadsstyrelsen tillsköt medel och restaureringen blev klar 1970. Året innan hade Stiftelsen Wira Bruk bildats för att värna om Wiras särpräglade miljö. I Åldermanstugan är Wira museum inrymt. Även de bevarade gamla smedjorna är öppna för besök.

## Evenemang
Varje sommar spelas ett musikskådespel, Wiraspelen, på Isaksäng. På Wira bruk spelades delar av stumfilmen Gösta Berlings saga in år 1924. Bland annat användes smedjan till både interiör- och exteriörscener.

## Personer från orten
Konstsmeden Curt Wägerth engagerades för att föra smidestraditionen vidare och efter dennes bortgång 2002 arbetar andra konstsmeder i Wira. 